# وورشتر نوردزکوشته
وورشتر نوردزکوشته (به آلمانی: Wurster Nordseeküste) یک شهر در آلمان است که در کوکسهاون واقع شده‌است. وورشتر نوردزکوشته ۱۶٬۷۹۹ نفر جمعیت دارد.